# Lockheed AC-130 Spectre
Lockheed AC-130 Spectre (Призрак) — летающая батарея непосредственной поддержки подразделений сухопутных войск на поле боя. Основана на базе транспортного самолёта C-130 фирмы Lockheed. Вооружение и дополнительное оборудование устанавливала фирма Боинг. Активно участвовала во Вьетнамской войне.

## Общие сведения
Самолёт предназначен для решения следующих задач:
- непосредственная авиационная поддержка войск на поле боя;
- патрулирование и нарушение коммуникаций противника;
- нанесение ударов по заранее выявленным объектам противника или же по объектам, целеуказание по которым поступает во время патрулирования (нахождения в воздухе);
- обеспечение обороны своих баз и важных объектов.

В настоящее время на вооружении Командования специальных операций ВВС США состоят:
- 8 самолётов AC-130H (англ. Spectre — 'призрак') — c 1972 года, стоимость одного $132,4 млн.
- 13 самолётов AC-130U (англ. Spooky — 'жуткий, ужасный') — с 1995 года, стоимость одного $190 млн.

## Модификации
AC-130A Spectre
Создан на базе C-130A. Всего в этот вариант модернизировано 19 самолетов. Окончательно списаны в 1995 году. Вооружение 4х7,62-мм M134 Minigun, 4х20-мм M61 Vulcan.
AC-130E Spectre
Создан на базе C-130E. Всего модернизировано 11 самолетов. Вооружение 2х20-мм M61 Vulcan, 1х40-мм L60, 1х105-мм М102
AC-130H Spectre
Модернизированный вариант AC-130E. Вооружение 1х20-мм M61 Vulcan, 1х40-мм L60, 1х105-мм М102.
AC-130U Spooky
Создан на базе C-130H. Вооружение 1х 25-мм GAU-12/U, 1х40-мм L60, 1х105-мм М102.
AC-130J Ghostrider
Создан на базе MC-130J. Вооружение: 30-мм и 105-мм артиллерия, возможно использование умных боеприпасов (GBU-39, AGM-114, AGM-176)
AC-130W Stinger II
Вооружение 1х30-мм GAU-23/A, 1х105-мм М102.

## Вооружение и оснащение
Самолёт имеет уникальную компоновку — всё стрелково-артиллерийское вооружение находится по левому борту грузовой кабины (по полёту) перпендикулярно строительной оси самолёта, соответственно для его применения по наземным целям самолёт постоянно выполняет левый вираж вокруг района цели (становится в левый круг). Отсек вооружения отделён от остального пространства кабины противодымной шторой, заряжающие работают в масках.
Вооружение самолёта состоит из нескольких артиллерийских орудий.
Всё установленное на борту АС-130 вооружение управляется с помощью компьютеризированной поисково-прицельной системы, в состав которой входят радар, телевизионный и тепловизионный прицелы. Это обеспечивает возможность эффективного применения огневых средств самолёта круглосуточно, в любых погодных условиях.
На модификации AC-130U, кроме того, установлен радиолокатор с синтезированной апертурой, используемый для обнаружения целей на большой дальности. Система управления огнём АС-130U позволяет, в отличие от модификации АС-130H, одновременно наносить удары по двум целям. К тому же AC-130U берёт на борт в два раза больший боезапас, чем AC-130H.
В составе навигационного комплекса самолёта имеется инерциальная навигационная система, сопряжённая с приёмником сигналов спутниковой навигационной системы.

## Боевое применение
- Впервые концепция «летающей артиллерийской батареи» была применена во время Вьетнамской войны. AС-130, вооружённые артиллерией, с большим успехом применялись для обстрела транспортных колонн Вьетконга на т. н. «тропе Хо Ши Мина», уничтожив более 10 000 грузовиков[3]. В бою 5 мая 1972 года один AC-130 уничтожил 350 вражеских солдат[4].
- Применялся во время Войны в Заливе с Ираком (1991)
- Весной 2003 года AC-130 уничтожили ряд иракских самолётов на аэродроме H2[5].
- Применялся в военной операции силами США против террористов ИГ (2015—2019). Участвовали в числе прочего в резонансном боестолкновении под Хашамом в Сирии[6].
- Вновь задействован в августе 2021 года против афганских талибов.[7]

### Потери
За 5 лет применения во Вьетнаме (с сентября 1967 года по декабрь 1972 года) было потеряно 6 самолётов, из них 2 сбиты ракетами (один ракетой ПЗРК и один ракетой ЗРК). Самолёт, потерянный в Кувейте в 1991 году, считается самой крупной боевой потерей за время операции «Буря в пустыне», реакцией на которую стало избегание дневных миссий и сокращение воздушного прикрытия наземных войск. По данным издания «Task & Purpose» за последние 30 лет (на февраль 2021 года) ни один AC-130 не был сбит в бою.
- 24 мая 1969 года: AC-130A 54-1629 «The Arbitrator» («Арбитр»), н-р 3016, в составе 16-й эскадрильи специального назначения, был повреждён огнём противника в небе над Лаосом и совершил жёсткую посадку на базе Королевских ВВС в Убоне (Таиланд) и сгорел, 2 члена экипажа из 11 погибло. Первая потеря AC-130.
- 22 апреля 1970 года: AC-130A 54-1625 «War Lord» («Военачальник»), н-р 3012, в составе 16-й эскадрильи специального назначения, был сбит в небе над тропой Хо Ши Мина неподалёку от Ban Tang Lou (Лаос), 10 членов экипажа из 11 погибло.
- 28 марта 1972 года: AC-130A 55-0044 «Prometheus» («Прометей»), н-р 3071, в составе 16-й эскадрильи специального назначения, был сбит ЗРК С-75 «Двина» к юго-востоку от Сепона (Xépôn, Лаос), погибли все 14 членов экипажа.
- 30 марта 1972 года: AC-130E 69-6571, н-р 4345, в составе 16-й эскадрильи специального назначения, был сбит в небе над тропой Хо Ши Мина (Лаос). Вторая боевая потеря AC-130 за три дня привела к пересмотру параметров боевой эксплуатации этого типа самолётов.
- 18 июня 1972 года: AC-130A 55-0043, н-р 3070, в составе 16-й эскадрильи специального назначения, был сбит ПЗРК «Стрела-2» над долиной Ашау к югу от Хюэ (Южный Вьетнам), 12 членов экипажа из 15 погибло.
- 21 декабря 1972 года: AC-130A 56-0490 «Thor» («Тор»), н-р 3098, в составе 16-й эскадрильи специального назначения, был сбит в 40 км к северо-востоку от Паксе (Лаос), 14 членов экипажа из 16 погибло.
- 31 января 1991 года: C-130E 69-6567, н-р 4341. В сентябре 1972 был модифицирован в AC-130E и придан 415-й тренировочной эскадрилье особого назначения (Харлбарт-Филд, Флорида, США). В 1973 был модернизирован до AC-130H, затем в июле 1978 года придан 16-й эскадрилье специального назначения. В сентябре 1990 года был последний раз модернизирован (замена электроники), позывной «Spirit 03» («Дух ноль-три»). Во время битвы при Хафджи (1991) борт был сбит ПЗРК «Стрела-2» в 110 км к юго-юго-востоку от Эль-Кувейта (Кувейт), погибли все 14 членов экипажа. Существовал миф, что экипаж проигнорировал опасность и героически погиб, защищая морских пехотинцев США. По оценке генерал-майора Марка Хикса экипаж совершил тактическую ошибку[8].
- 14 марта 1994 года: AC-130H 69-0576, н-р 4351, позывной «Jockey 14» («Жокей один-четыре»), в составе 16-й эскадрильи специального назначения, поднялся в воздух с авиабазы в Момбасе и разбился в море в 7 км к югу от Малинди (Кения), из 14 членов экипажа 8 погибли сразу, а девятый умер от ран спустя годы. Причиной крушения стал взрыв снаряда в стволе гаубицы, приведший к пожару в двигателях по левому борту[8].
- 21 апреля 2015 года: AC-130J 09-5710 превысил максимально допустимое значение крена и временно потерял управление. Жёсткая посадка привела к тяжёлым повреждениям фюзеляжа и самолёт был списан.

## Галерея

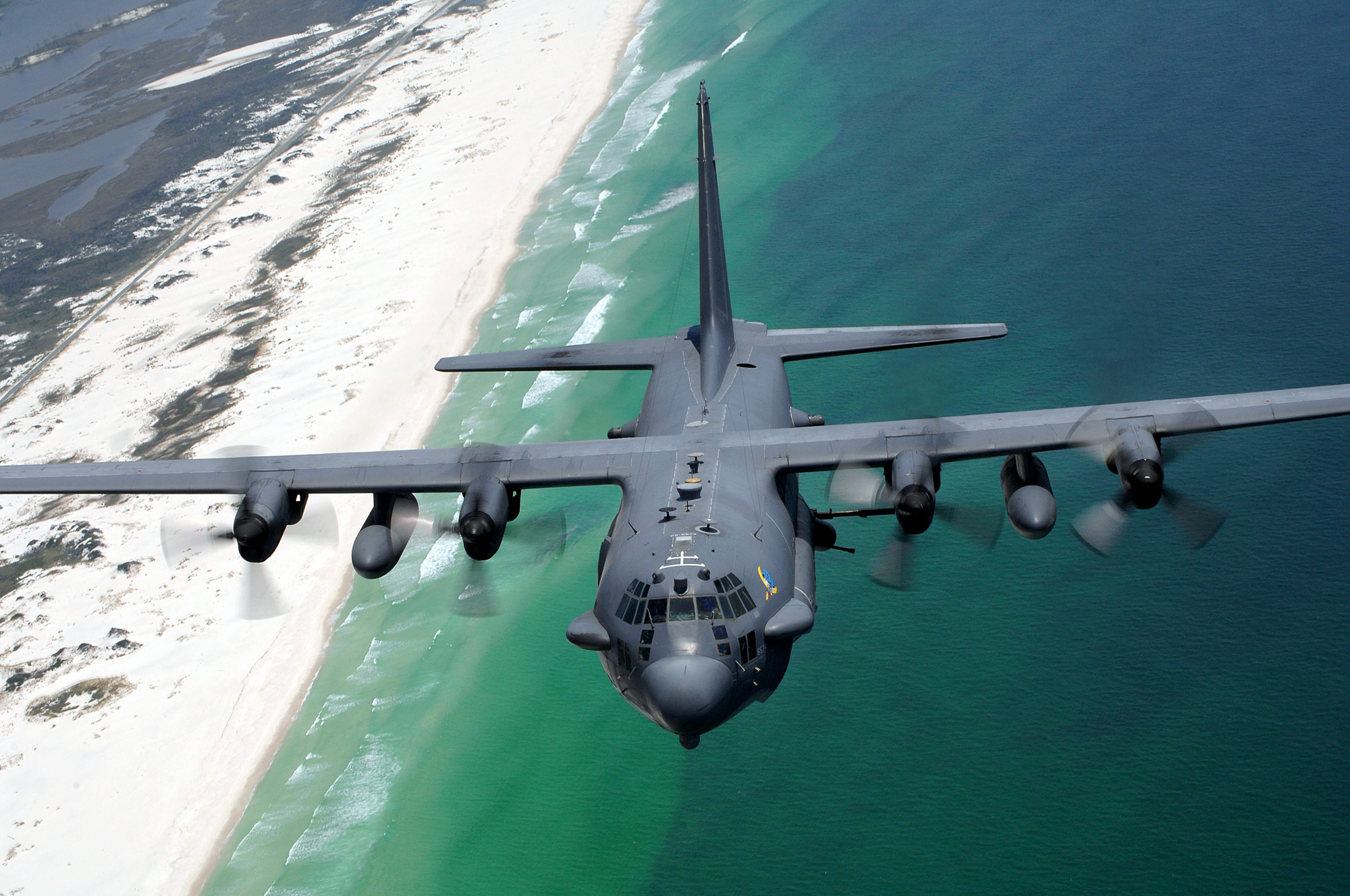
AC-130H над побережьем Флориды
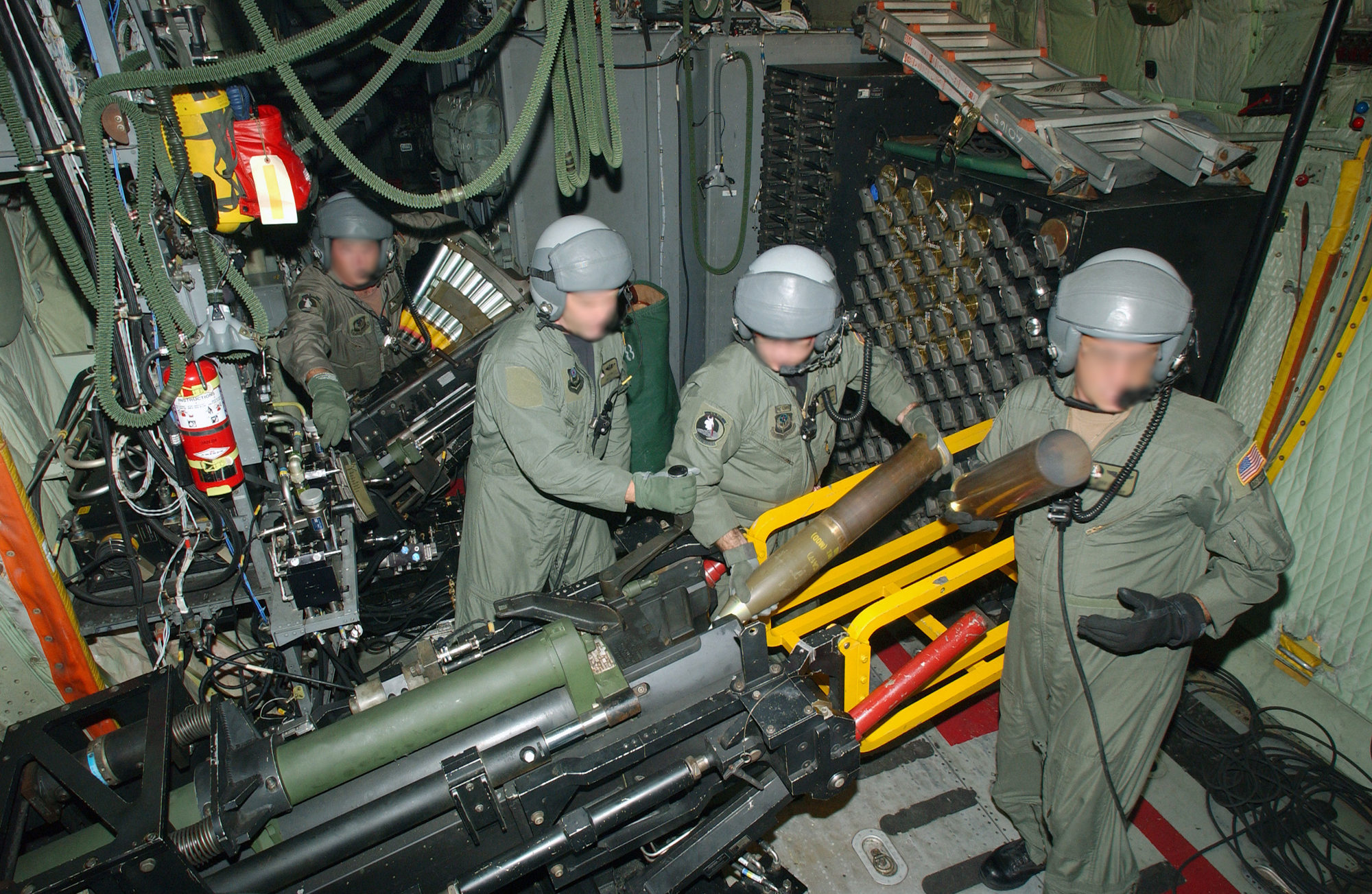
Стрелки возле 105-мм орудия, на заднем плане 40-мм пушка
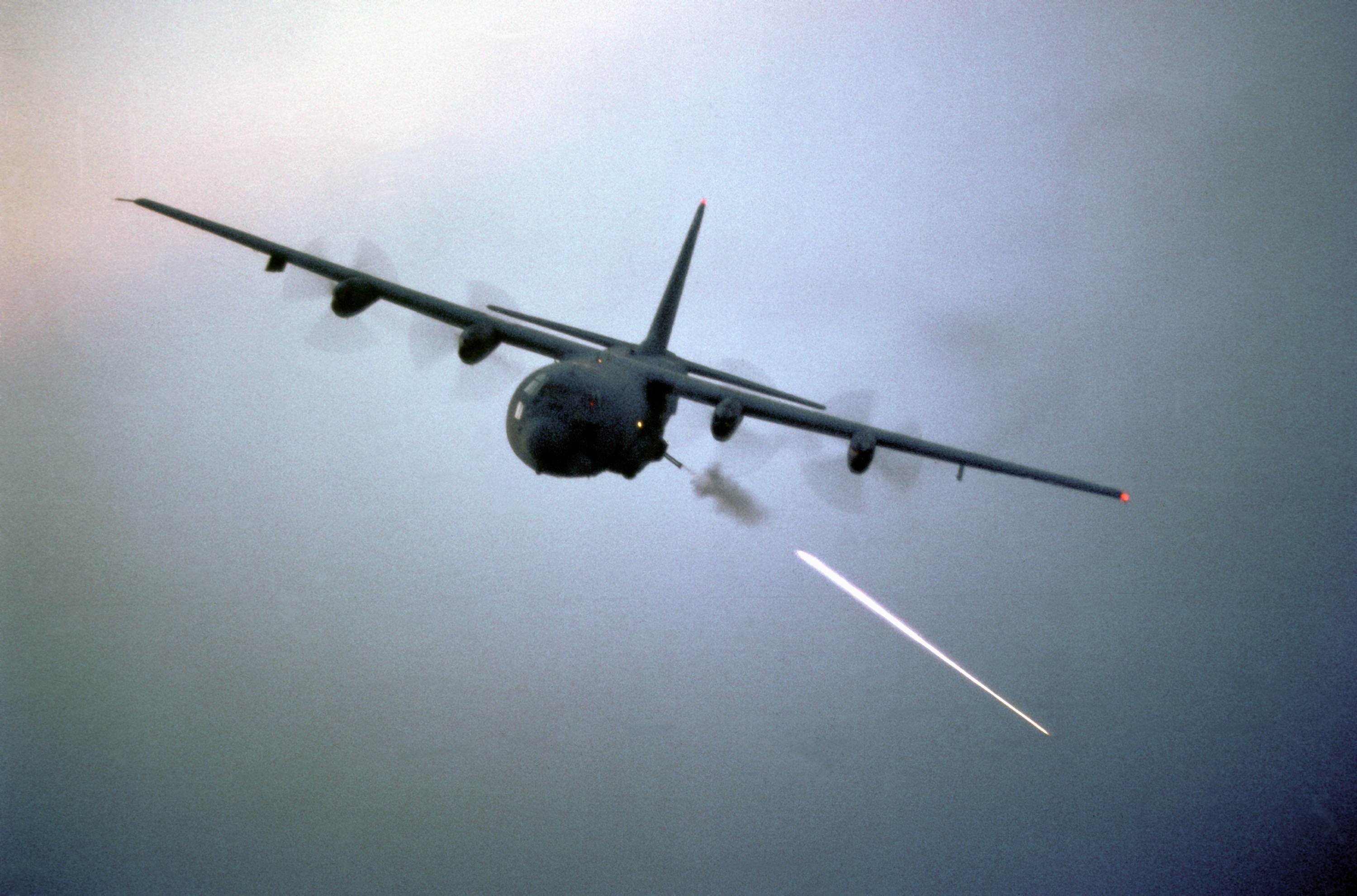
Выстрел из орудия
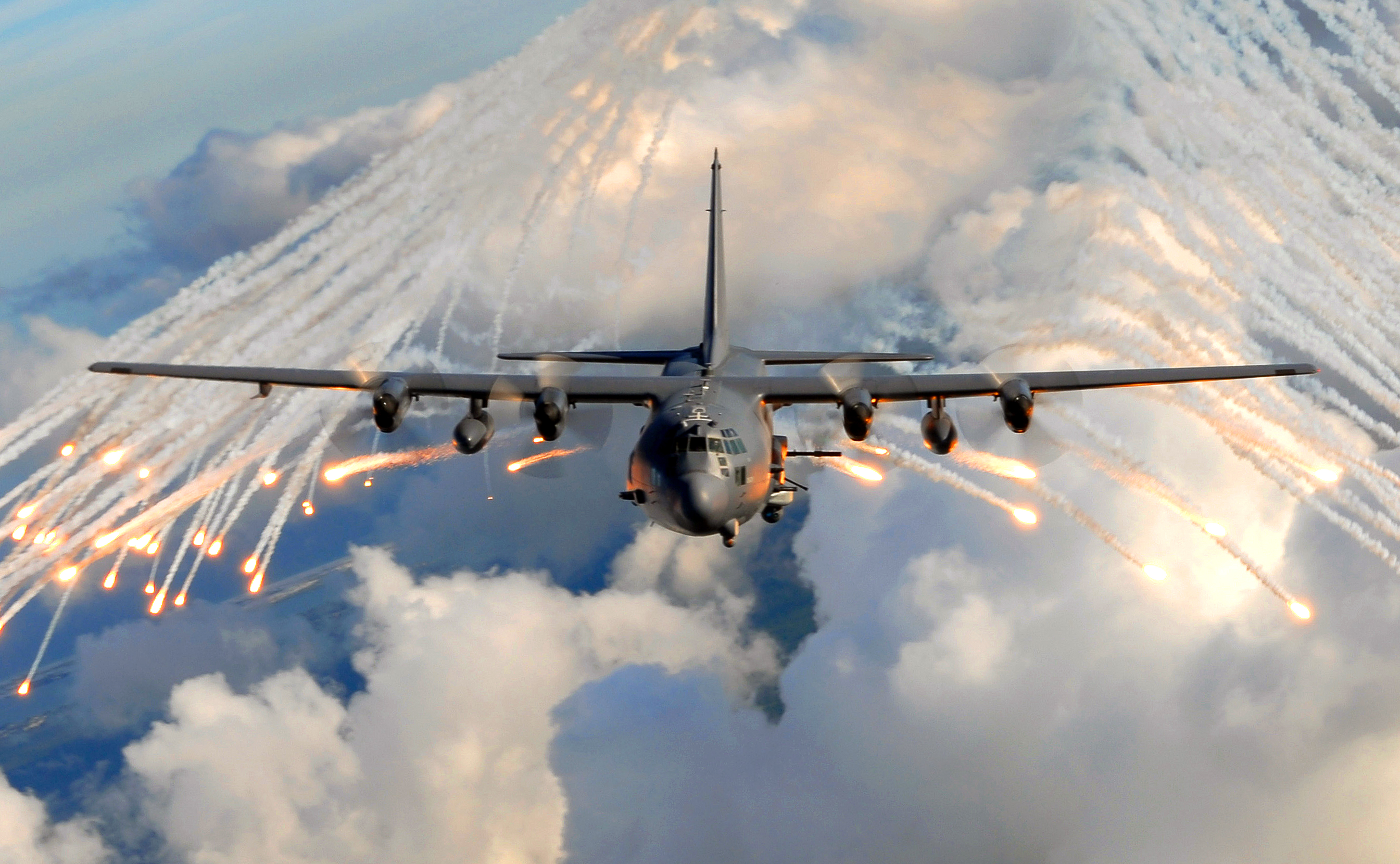
Отстрел тепловых ловушек
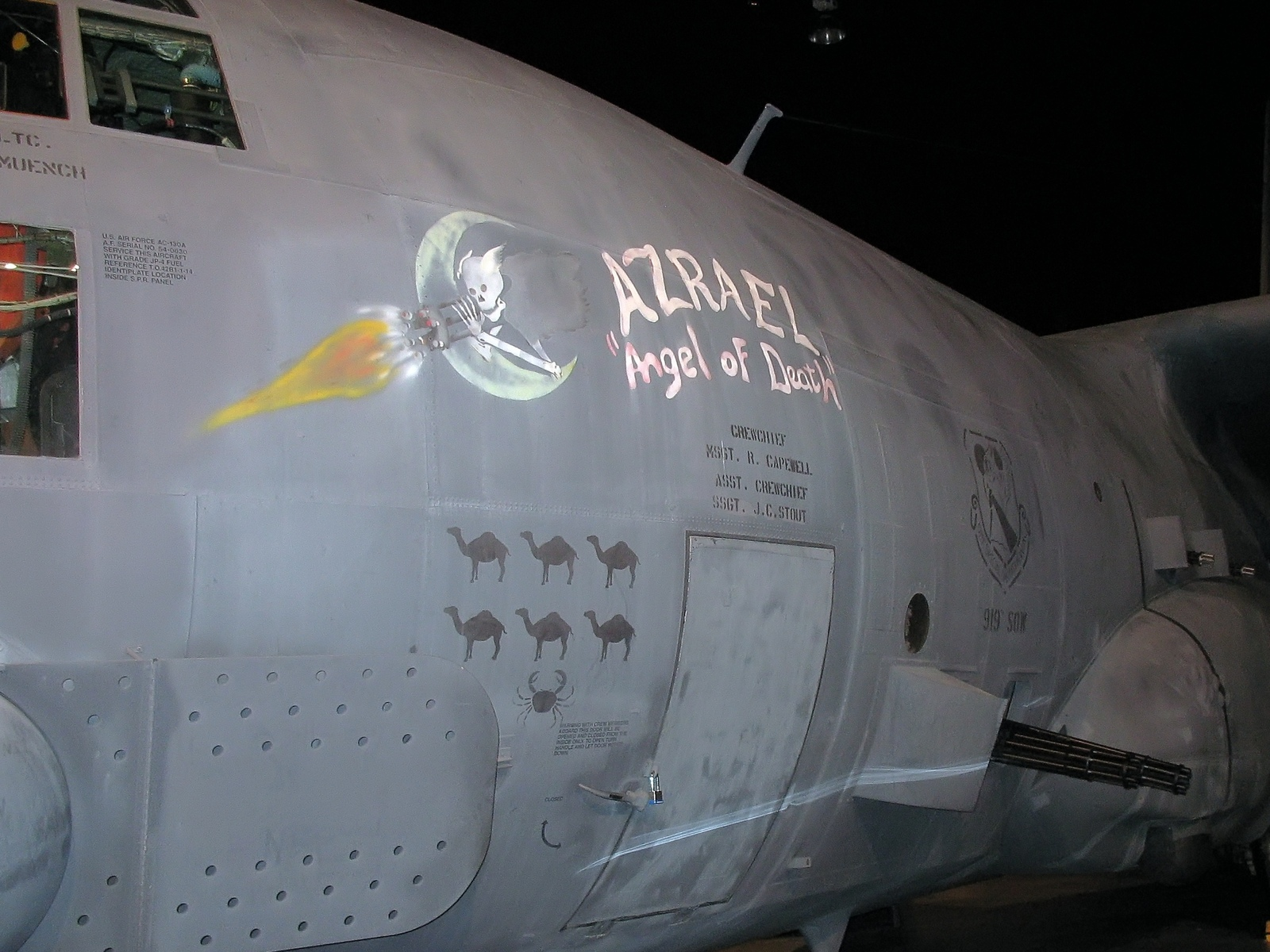
Рисунок и надпись на фюзеляже («Азраил — ангел смерти»)

## Тактико-технические характеристики
Приведённые характеристики соответствуют модификации AC-130U.
Источник данных: USAF Fact Sheet

Технические характеристики
- Экипаж: 12 (4 офицера: пилот, второй пилот, оператор управления огнём и оператор РЭБ; 8 сержантов: бортинженер, оператор ТВ-системы, оператор ИК-системы, специалист по погрузочно-разгрузочным работам, 4 стрелка)
- Длина: 29,8 м
- Размах крыла: 40,4 м
- Высота: 11,7 м
- Площадь крыла: 162,2 м²
- Максимальная взлётная масса: 69 750 кг
- Силовая установка: 4 × ТВД Allison T56-A-15
- Мощность двигателей: 4 × 4910 л. с. (4 × 3700 кВт)

Лётные характеристики
- Максимальная скорость: 480 км/ч (M=0,4)
- Практическая дальность: 2400 км
- Практический потолок: 7576 м

Вооружение
- Стрелково-пушечное: по левую сторону фюзеляжа:
  - AC-130H
    - 2 х 20 мм M61 Vulcan (сняты в 2000 годах)
    - 1 x 40 мм L60
    - 1 x 105 мм M102

  - AC-130U
    - 1 х 25 мм GAU-12/U
    - 1 x 40 мм L60
    - 1 x 105 мм M102

## Операторы
- США — 13 AC-130U, 12 AC-130W и 2 AC-130J, по состоянию на 2017 год[10]